# Teresio Olivelli
Teresio Olivelli (né à Bellagio le 7 janvier 1916, tué au camp de Hersbruck le 17 janvier 1945) est un laïc italien, opposant chrétien au nazisme. Il est reconnu martyr et proclamé bienheureux par l'Église catholique.

## Biographie
Teresio Olivelli est né le 7 janvier 1916, à Bellagio, en Italie. Il s'engage dans la vie paroissiale et caritative.
Il adhère à dix-huit ans à l'Action catholique italienne, et effectue des études de droit à Pavie, en Lombardie, de 1934 à 1938. Il est connu pour sa foi chrétienne, d'une charité active. 
Il devient en 1939 professeur adjoint de droit à l'université de Turin. En 1940, il est nommé secrétaire de l'Institut national de la culture, à Rome, qui est une institution de l'État fasciste,.
Teresio Olivelli continue à s'occuper des démunis et des laissés-pour-compte, parmi lesquels il y a de jeunes soldats engagés en Russie. Officier, il se porte volontaire pour les accompagner et partager leur quotidien.
Rentré en Italie en septembre 1943, il devient recteur de collège et se voue à l'éducation des jeunes.
Il adhère à la Résistance catholique au nazisme, et fonde un journal clandestin à Milan : Il Ribelle (le Rebelle). Il cherche toujours à évangéliser, rejette les idéologies et promeut les valeurs chrétiennes.
Il est arrêté le 27 avril 1944 à Milan, et emmené au camp de concentration de Flossenbürg en Allemagne, puis à celui de Hersbruck. Dans les camps, il continue de vivre sa foi chrétienne en accompagnant les mourants, en priant, en aidant les autres, ce qui lui vaut un surcroît de mauvais traitements.
Il y meurt victime des coups d'un kapo le 17 janvier 1945, pour avoir voulu protéger de son corps un jeune prisonnier ukrainien qui était gravement brutalisé.

## Béatification
Le procès en vue de la béatification de Teresio Olivelli est ouvert en 1988. Le décret reconnaissant son martyre est promulgué en juin 2017.
La cérémonie de béatification a lieu le 3 février 2018 à Vigevano, célébrée par l'évêque Maurizio Gervasoni qui le proclame bienheureux.